# 어싸인먼트 (1997년 영화)
《어싸인먼트》(영어: The Assignment)는 미국에서 제작된 크리스티앙 뒤게 감독의 1997년 첩보 액션 스릴러 영화이다. 에이든 퀸, 도널드 서덜랜드, 벤 킹즐리 등이 출연하였고, 프랑코 바티스타 등이 제작에 참여하였다.

## 출연
- 에이든 퀸
- 도널드 서덜랜드
- 벤 킹즐리
- 릴리아나 코모로프스카
- 본 플로러스
- 다니엘 필롱
- 클로드 주네
- 셀린 보녜

## 기타 제작진
- 공동 제작: 스테펀 우더슬로스키
- 배역: 캐런 마지오타, 메리 마지오타, 뤼시 로비타유
- 미술: 마이클 조이
- 특수 효과: 리샤르 오스티기

## 우리말 녹음
MBC 성우진
- 박조호 - 라미레스/카를로스 (에이든 퀸)
- 이인성 - 잭 (도널드 서덜랜드)
- 김태훈 - 아모스 (벤 킹즐리)
- 한상혁
- 최상기
- 황윤걸
- 변종필
- 안종덕
- 전수빈
- 윤성혜
- 김기철
- 이상범
- 한수림
- 고성일
- 김지영
- 이자옥
- 채의진